# Addi Kuala
Addi Kuala (tig. ዓዲ ዃላ, trp. Addi Kuala, trl. Addī Kwala; arab. عدي قولا, trp. Adi Kawala, trl. ‛Ādī Qawālah) – miasto w Erytrei w Regionie Południowym w podregionie Addi Kuala; liczy 6966 mieszkańców (2006). 
Od stolicy kraju Asmary dzieli je 86 km. Położone blisko granicy z Etiopią. W miejscowości znajdują się (lub znajdowały) m.in.: rynek, policja, więzienie, meczet czy bank.  Już w latach 90. XIX wieku istniał tu rynek. Pisarz Augustus Wylde pisał, że głównym dniem targowym był poniedziałek. W 2004 roku była tu mała restauracja, można było tutaj też spróbować lokalnego piwa.
Addi Kuala istniała w XIX wieku. Do 1890 roku była małą wioską, jednak w tym samym roku Włosi wznieśli tu fort obronny przed ewentualnymi atakami Tigrajczyków. Kilka kilometrów na południe od miasta znajduje się pomnik upamiętniający włoskich żołnierzy poległych w Bitwie pod Aduą w 1896 roku.

## Klimat
Klimat w Addi Kuala jest umiarkowany i ciepły. Według klasyfikacji Köppena, Addi Kuala należy do klimatu umiarkowanego z suchą zimą. Średnia roczna temperatura wynosi 18,3 °C, zaś średnia roczna suma opadów nieco ponad 650 mm. Najcieplej jest w kwietniu, a najchłodniej w grudniu.
| Miesiąc                                 | Sty | Lut | Mar | Kwi | Maj | Cze | Lip | Sie | Wrz | Paź | Lis | Gru | Roczna |
| --------------------------------------- | --- | --- | --- | --- | --- | --- | --- | --- | --- | --- | --- | --- | ------ |
| Średnie temperatury w dzień [°C]        | 26  | 27  | 29  | 29  | 29  | 28  | 23  | 22  | 26  | 27  | 26  | 26  | 27     |
| Średnie temperatury w nocy [°C]         | 7   | 8   | 11  | 12  | 12  | 12  | 12  | 12  | 11  | 9   | 8   | 7   | 10     |
| Opady [mm]                              | 0   | 3   | 9   | 28  | 40  | 68  | 224 | 198 | 57  | 11  | 12  | 2   | 652    |
| Źródło: Climate-data.org 15 lutego 2010 |     |     |     |     |     |     |     |     |     |     |     |     |        |